# محمد بن الفضل بن نظيف
أبو عبد الله محمد بن الفضل بن نظيف المصري الفراء أخو الشيخ أحمد بن الفضل. أحد علماء الشافعية في مصر.
ولد في شهر صفر سنة 341 هـ. سمع من: أبي الفوارس أحمد بن محمد بن السندي الصابوني، والعباس بن محمد بن نصر الرافقي، وأحمد بن الحسن بن إسحاق بن عتبة الرازي، وأحمد بن محمد بن أبي الموت المكي، وأبي بكر أحمد بن إبراهيم بن عطية الحداد، وأحمد بن محمود الشمعي، وعبد الله بن جعفر بن الورد، ومحمد بن عمر بن مسرور الحطاب، وعدة. تفرد في الدنيا بعلو الإسناد. حدث عنه: أبو جعفر أحمد بن محمد كاكو، شيخ لوجيه الشحامي، وأبو القاسم سعد بن علي الزنجاني، وأبو بكر البيهقي، وأبو القاسم القشيري، وأبو القاسم بن أبي العلاء المصيصي، والرئيس أبو عبد الله الثقفي، والقاضي أبو الحسن الخلعي، وسعد بن علي الزنجاني وآخرون.
قال أبو إسحاق الحبال: «كان أبو عبد الله بن نظيف يصلي بالناس في مسجد عبد الله سبعين سنة، وكان شافعيا يقنت، فأم بعده رجل مالكي، وجاء الناس على عادتهم، فلم يقنت فتركوه وانصرفوا، وقالوا: لا يحسن يصلي».

## وفاته
توفي ابن نظيف في شهر ربيع الآخر سنة 431 هـ، وقد نيف على التسعين عامًا.